# لؤي أيوب
لؤي أيوب (1993-) هو مصور صحفي فلسطيني، درس الصحافة والإعلام والعلاقات العامة جامعة الأزهر، غزة، وتخرج منها عام 2017. عمل كمصور مستقل لصحيفة الواشنطن بوست.
يعمل أيوب كصحفي مستقل، وفي عام 2019 بدأ مسيرته المهنية في مجال التصوير الصحفي مع صحيفة واشنطن بوست. توثق أعماله الحياة اليومية في غزة، بعد اندلاع حرب غزة في 7 أكتوبر 2023، بدأ أيوب في تقديم التقارير عن الصراع، انفصل عن عائلته للحفاظ على سلامتهم، وأفادت منظمة مراسلون بلا حدود أنه بحلول سبتمبر 2024، قُتل أكثر من 130 صحفياً في غزة. غادر أيوب مدينة غزة، وسافر جنوبًا عبر قطاع غزة قبل أن يغادر إلى مصر في مارس 2024.

## الجوائز
بفضل تقاريره عن حرب غزة، فاز أيوب بجائزة التأثير في حفل توزيع جوائز لوسي لعام 2023 وجائزة جيمس فولي لتغطية الصراعات في حفل توزيع جوائز الصحافة الإلكترونية لعام 2024. فاز أيوب بالجائزة الثانية في جائزة المراسل الشاب ضمن جوائز بايو كالفادوس نورماندي لمراسلي الحرب لعام 2024. تم عرض صور أيوب في مهرجان فيزا بور ليماجيك للتصوير الصحفي في فرنسا في عام 2024، وكان عنوان المعرض مأساة غزة. فاز أيوب بجائزة مهرجان ريمي اوشيلك عام 2024، تولى جان فرانسوا لوروا إدارة المهرجان وعلق قائلاً: قطاع غزة مغلق تمامًا، مغلق تمامًا أمام الصحافة الدولية، لذا فنحن نعمل فقط مع المصورين الغزاويين وهم قليلون جدًا.

## حياته المهنية
1. ↑   https://lucies.org/winners/loay-ayyoub/. {{استشهاد ويب}}: |url= بحاجة لعنوان (مساعدة) والوسيط |title= غير موجود أو فارغ (من ويكي بيانات) (مساعدة)
2. 1 2 3  Loay Ayyoub: 2023 Impact Awards Winner، The Lucie Awards، مؤرشف من الأصل في 2024-09-01، اطلع عليه بتاريخ 2025-06-09
3. 1 2 3  Announcing the 2024 winners of the ONA Community Award, Impact Award and James Foley Award for Conflict Reporting، Online Journalism Awards، 23 أغسطس 2024، مؤرشف من الأصل في 2025-04-19، اطلع عليه بتاريخ 2025-06-09
4. ↑  Guillot, Claire (10 Sep 2024), "Le conflit Israël-Hamas agite Visa pour l'image", Le Monde (بالفرنسية), p. 21, Retrieved 2025-06-09
5. ↑  "31st edition of the Bayeux Calvados-Normandy Award: results", Prix Bayeux (بالإنجليزية), 12 Oct 2024, Archived from the original on 2025-03-27, Retrieved 2025-06-09
6. ↑  "France's top photojournalism awards go to Palestinians covering Gaza war", راديو فرنسا الدولي (بالإنجليزية), 8 Sep 2024, Archived from the original on 2025-06-09, Retrieved 2025-06-09